# Kruså Kobbermølle
Kruså Kobbermølle var fra 1612 til 1962 en kobber og messing fabrik i Kobbermølle ved Flensborg Fjord syd for den nuværende dansk-tyske grænse ved Kruså. I Kobbermølle findes stadigvæk de gamle fabriksbygninger fra Kruså Kobbermølle samt arbejdernes boliger, de såkaldte nyboder, som til dels blev restaureret i begyndelsen af 1990'erne. Den 2. juli 2014 genåbnedes Kobbermølle Industrimuseum. I de tre totalrenoverede gamle industrihaller, som tilhører støtteforeningen „Industriemuseum Kupfermühle e.V.“, fortælles historien om kobber- og messingværket, om den tekniske udvikling og om stedet Kobbermølle.

## Historie
I 1602 lod den danske konge og hertug af Slesvig og Holsten Christian 4. opføre et hammerværk til metalforarbejdning ved Krusåen. Hammerværket blev drevet ved vandkraft. Fra havnebyen Flensborg kunne der med skib leveres råstoffer og de fremstillede varer fint transporteres videre. Kobbermøllen udviklede sig efterhånden sig til et kobber- og messingværk, der omkring 1800 var det største industrianlæg i Hertugdømmet Slesvig og et af de største i det danske kongerige. Der blev forarbejdet kobber, senere messing, til plader og rør til f.eks. den danske flåde og kobbertage, men også til brugsgenstande som spande, lysestager, pander osv. Det klarede sig igennem skiftet fra dansk til tysk administration og de to verdenskrige. 
Kobbermøllefabrikken oplevede sin blomstringstid i 1914 med over 200 arbejdere. Fabrikken gik konkurs i 1962.
- 1628 blev kobbermøllen ødelagt i Trediveårskrigen og bliver i de følgende år genopbygget.
- 1644 blev anlægget ødelagt af svenskerne underTorstenssonfejden og senere genopbygget
- 1657 bliver kobbermøllen igen ødelagt under Karl Gustav-krigene og genopbygges af mølleren Hans Dencker
- 1687 overtager Hilmar von Lutten møllen
- 1747 overtager Hildemar thor Straten værket
- 1766 overtager Josias thor Straten værket
- 1802 fører Josias thor Straten II værket videre
- 1830 bliver De Kongelige Privilegier ikke mere forlænget
- 1842 overtager F. Görrisen og J. J. Danielsen værket
- 1857 overtager brødrene Schmidt og G. Dittmann og C. C. Danielsen kobbermøllen
- 1864 kommer regionen under Preussen
- 1871 indføres dampkraften
- 1885 bliver Friedrich Raben ejer af Kobbermøllen
- 1889 får møllen navnet Crusauer Kupfer- und Messingfabrik AG
- 1914–18 bliver fabrikken en del af den tyske rustningsindustri
- 1919 bliver fabrikken et GmbH med sæde i  Hamborg
- 1920 stemmer befolkningen for Tyskland
- 1939–1945 er Kobbermøllen under 2. verdenskrig en del af den tyske rustningsindustri
- 1962 går Kobbermøllen konkurs

## Galleri
- Det historiskehammerværk
- Dampmaskine med svinghjul, gearkasse og generator
- Tegning af en vandturbine
- Kobberbarrer fra Røros